# 李骏 (汽车发动机专家)
李骏（1958年3月24日—），吉林长春人，中国汽车发动机专家，清华大学车辆与运载学院教授，中国汽车工程学会理事长，中国工程院院士。

## 生平
1989年毕业于吉林工业大学内燃机专业，获博士学位。